# Śmierć w Breslau
Śmierć w Breslau – pierwsza powieść kryminalna polskiego pisarza Marka Krajewskiego, rozpoczynająca serię książek o przygodach radcy kryminalnego Eberharda Mocka. Pierwsze wydanie ukazało się w 1999 roku; pierwotnie książka miała tytuł Skorpiony.

## Fabuła
W Śmierci w Breslau Mock zajmuje się sprawą śmierci Marietty von der Malten, córki arystokraty wrocławskiego. 1933 rok; kobieta zostaje zgwałcona, a w jej wnętrznościach znajdują się skorpiony. Po krótkim śledztwie winnym zostaje okrzyknięty, cierpiący na epilepsję, Żyd, co wykorzystuje nazistowska propaganda. Dzięki poparciu Waltera Piontka, szefa wrocławskiego SA, radca kryminalny Eberhard Mock zostaje mianowany Kriminaldirektorem. Protekcja SA daje się Mockowi we znaki po nocy długich noży, kiedy członkowie SA zostają wyrżnięci przez SS. Mock zaczyna być szantażowany ze względu na swoją niegdysiejszą przynależność do wrocławskiej loży masońskiej. Jakby tego było mało, Max Forstner, pomocnik Mocka, jest donosicielem SS.
Kiedy jasne staje się, że został złapany (i zakatowany) niewłaściwy człowiek, śledztwo zostaje przekazane byłemu pracownikowi berlińskiego prezydium policji, Herbertowi Anwaldtowi, przeniesionemu na prowincję z powodu nadużywania alkoholu.
W trakcie śledztwa, w którym pomaga Kriminaldirektor, okazuje się, że Anwaldt, który wychowywał się w sierocińcu, jest synem barona von der Malten i służki jego ojca, Hanne Schlossarczyk. Nazwisko Anwaldt „odziedziczył” po przyjacielu matki, który go odwiózł do berlińskiego sierocińca.
Żeby zatrzeć ślady swojej przynależności do masonerii, Mock podpowiada Anwaldtowi, żeby zabił swojego ojca w ramach zemsty za los, na jaki go skazał (von der Maltenowie zwolnili Hanne Schlossarczyk po tym, jak zaszła w ciążę, i wysłali ją w okolice Poznania z zapasem pieniędzy, zapewniając sobie jej milczenie). Zabójstwo von der Maltena ma także inne podłoże – zabójca siostry Anwaldta jest jezydem, potomkiem wyrżniętych przez przodka von der Maltenów podczas krucjat sekciarzy, którzy wierzą, że zbrodnia może być pomszczona tylko tym samym, według zasady „oko za oko, ząb za ząb”. Jezydzi czekali zatem, aż w rodzie pojawi się chłopiec i dziewczynka mający ojca, gdyż tak właśnie wyglądała sytuacja rodzinna jezydzkiego przywódcy, gdy został on zamordowany. Według Mocka zabicie hrabiego uniemożliwiłoby dokonanie zemsty.

## Audiobook[1]
- Lektor: Marcin Popczyński
- Czas: 8 godzin 35 minut
- Wydawca: Biblioteka Akustyczna
- Data premiery: 27 maja 2015